# Clarence Brown

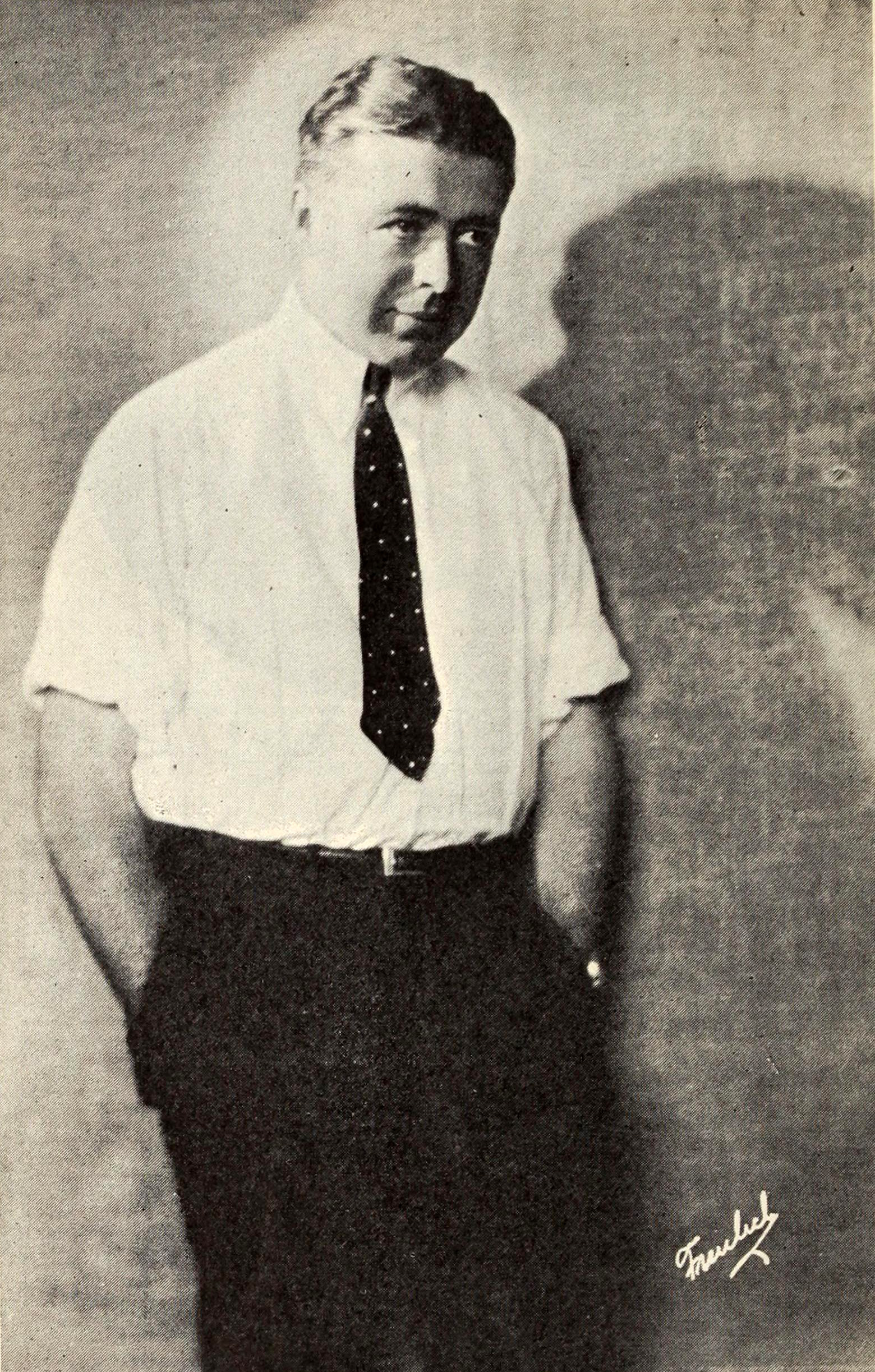
Clarence Brown (1921)

Clarence Brown (* 10. Mai 1890 in Clinton, Massachusetts; † 17. August 1987 in Santa Monica, Kalifornien) war ein US-amerikanischer Filmregisseur und Filmproduzent, der unter anderem durch seine sieben Filme mit Greta Garbo bekannt wurde.

## Leben und Werk
Clarence Brown wurde als Sohn eines Baumwollfabrikanten geboren und studierte an der University of Tennessee. Nachdem er zunächst in der Autoindustrie gearbeitet hatte, begann Brown seine Hollywoodkarriere 1915 als Filmeditor und Assistent des französischen Regisseurs Maurice Tourneur. Als Tourneur 1920 während der Dreharbeiten zu Der letzte Mohikaner erkrankte, übernahm Brown die Regie und beendete den Film. Seitdem arbeitete er als eigenverantwortlicher Regisseur. Clarence Brown galt als talentierter Handwerker mit einem Gespür für Filmstars, der jedoch nie die Anerkennung als Autorenfilmemacher fand.
Brown wurde bekannt als für den innovativen Einsatz der Nahaufnahme, nachdem er 1925 in Der Adler bei einer Liebesszene zwischen Rudolph Valentino und Vilma Bánky aus der Totalen in ein sogenanntes Close-Up wechselte. Die Möglichkeit, Emotionen und Stimmungen direkt auf die Leinwand zu projizieren, wurde von ihm in seiner ersten Zusammenarbeit mit Greta Garbo 1926 in Es war perfektioniert. Gemeinsam mit John Gilbert wurde die Schauspielerin in teilweise extremen Nahaufnahmen gezeigt. In den vielen weiteren Zusammenarbeiten mit Garbo, die ihm den Beinamen „Garbos Regisseur“ einbrachte, machte es sich Brown zur Regel, das Gesicht der Schwedin prominent in den Mittelpunkt der Dramaturgie zu stellen. In den nächsten Jahren bei MGM etablierte sich Brown als beliebter Frauenregisseur, der zahlreiche Liebesfilme und romantische Melodramen mit etablierten Stars wie Norma Shearer drehte. Mit Joan Crawford arbeitete er zwischen 1931 und 1936 bei insgesamt sechs Filmen zusammen. Aber auch die Zusammenarbeit mit männlichen Schauspielern erwies sich erfolgreich: Lionel Barrymore äußerte, dass er den Oscar als bester Darsteller für seine Leistung in Der Mut zum Glück  komplett der Regie von Brown verdanke.
Trotz des Wechsels von George Cukor und Mervyn LeRoy zu MGM sank sein Stern im Studio nicht und er konzentrierte sich seit Mitte der 1930er-Jahre hauptsächlich auf routiniert gemachte Filme mit hohem Budget. Maria Walewska mit Greta Garbo, Idiot’s Delight mit Clark Gable und The White Cliffs of Dover von 1944 ein Heimatfrontepos mit Irene Dunne als langleidender Kriegsbraut, brachten dem Studio Prestige und teilweise erheblichen Gewinn. Brown drehte auch den persönlichen Lieblingsfilm von MGM-Studioboss Louis B. Mayer: Und das Leben geht weiter, ein Drama aus dem Jahr 1943 über die Heimatfront. Die vielfältigen Schicksale der Bewohner einer Kleinstadt sind alle über den Telegrammboten, gespielt von Mickey Rooney, miteinander verwoben. Von den Kritikern hoch gelobt war 1944 sein Film Kleines Mädchen, großes Herz, der aus der von Brown unter Dutzenden Mädchen ausgesuchten Elizabeth Taylor einen Kinderstar machte und Anne Revere den Oscar als beste Nebendarstellerin bescherte. Seine vielleicht besten künstlerischen Leistungen brachte Brown gegen Ende des 1940er-Jahre. Zum einen Die Wildnis ruft von 1946, der aufwändigen Verfilmung von Frühling des Lebens. Der Film war gut fünf Jahre zuvor unter der Regie von Victor Fleming begonnen, aber wegen Schwierigkeiten bei den Dreharbeiten nie vollendet worden. Brown besetzte bei Die Wildnis ruft alle Rollen neu, fing von vorne an und erhielt bei Fertigstellung großes Lob der Kritiker. Bis heute von großer Aktualität ist sein Film Griff in den Staub, der 1949 einen schockierenden Einblick in den damals alltäglichen Rassismus in den USA gab. In beiden Filmen wirkte Claude Jarman junior mit.
Clarence Brown war zwischen 1930 und 1946 fünf Mal für den Oscar für die beste Regie nominiert, darunter eine Doppelnominierung auf der Oscarverleihung 1930 (November), ohne jedoch die begehrte Trophäe zu erhalten. Seit In goldenen Ketten aus dem Jahr 1934 bis Schiff ohne Heimat von 1952 arbeitete Brown häufig mit dem Filmeditor Robert Kern zusammen. Anfang der 1950er-Jahre zog er sich langsam aus dem Filmgeschäft zurück, zuletzt trat er 1953 als Produzent von Es begann in Moskau in Erscheinung. Danach verlebte der Regisseur – inzwischen durch Immobiliengeschäfte reich geworden – dreieinhalb Jahrzehnte seinen Ruhestand, in dem er sich unter anderem bei Wohltätigkeitsorganisationen engagierte und zahlreiche Vorträge zum Thema Film hielt.
Clarence Brown starb 1987 im Alter von 97 Jahren an Nierenversagen. Er war fünfmal verheiratet, darunter mit der Schauspielerin Alice Joyce sowie von 1946 bis zu seinem Tod mit Marian Spies. Aus seiner ersten Ehe hatte er die Tochter Adrienne Brown (1917–2013). Ein Stern auf dem Hollywood Walk of Fame, Höhe 1752 Vine Street, erinnert an Clarence Brown. Das Clarence Brown Theatre der Universität von Tennessee wurde zu Ehren seiner großzügigen finanziellen Förderung nach ihm benannt.

## Filmografie (Auswahl)
- 1920: Der letzte Mohikaner (The Last of the Mohicans)
- 1922: The Light in the Dark
- 1924: The Signal Tower
- 1924: Butterfly
- 1925: Smouldering Fires
- 1925: Der Adler (The Eagle)
- 1925: The Goose Woman
- 1926: Kiki
- 1926: Es war (Flesh and the Devil)
- 1928: Die goldene Hölle (The Trail of ’98)
- 1928: Eine schamlose Frau (A Woman of Affairs)
- 1929: Wonder of Women
- 1929: Navy Blues
- 1930: Anna Christie
- 1930: Romanze (Romance)
- 1931: Yvonne (Inspiration)
- 1931: Der Mut zum Glück (A Free Soul)
- 1931: Alles für dein Glück (Possessed)
- 1931: Emma, die Perle (Emma)
- 1932: Der letzte Schritt (Letty Lynton)
- 1932: The Son-Daughter
- 1933: Ein Mann geht seinen Weg (Looking Forward)
- 1933: Nachtflug (Night Flight)
- 1934: Abenteuer einer schönen Frau (Sadie McKee)
- 1934: In goldenen Ketten (Chained)
- 1935: Anna Karenina (Anna Karenina)
- 1935: Stürme der Jugend (Ah, Wilderness!)
- 1936: Seine Sekretärin (Wife vs. Secretary)
- 1936: The Gorgeous Hussy
- 1937: Maria Walewska (Conquest)
- 1938: Of Human Hearts
- 1939: Idiot’s Delight
- 1939: Nacht über Indien (The Rains Came)
- 1940: Der große Edison (Edison, the Man)
- 1941: Komm, bleib bei mir (Come Live with Me)
- 1941: Fluchtweg unbekannt (They Met in Bombay)
- 1943: Und das Leben geht weiter (The Human Comedy)
- 1944: The White Cliffs of Dover
- 1944: Kleines Mädchen, großes Herz (National Velvet)
- 1946: Die Wildnis ruft (The Yearling)
- 1947: Clara Schumanns große Liebe (Song of Love)
- 1949: Griff in den Staub (Intruder in the Dust)
- 1949: Der geheime Garten (The Secret Garden) (Produzent)
- 1950: Tod im Nacken (To Please a Lady)
- 1951: Angels in the Outfield
- 1952: Abenteuer in Rom (When in Rome)
- 1952: Schiff ohne Heimat (Plymouth Adventure)
- 1953: Es begann in Moskau (Never Let Me Go) (Produzent)

## Auszeichnungen
Oscar für die beste Regie
- Oscarverleihung 1930 (November): Jeweils Nominierungen für Anna Christie und Romanze
- Oscarverleihung 1931: Nominierung  für  Der Mut zum Glück
- Oscarverleihung 1944: Nominierung für ...und das Leben geht weiter
- Oscarverleihung 1945: Nominierung für Kleines Mädchen, großes Herz
- Oscarverleihung 1947: Nominierung für Die Wildnis ruft

Mit sechs Nominierungen hält Brown den Rekord, am häufigsten für die Beste Regie nominiert worden zu sein, ohne dabei jemals zu gewinnen. Alfred Hitchcock, Robert Altman und King Vidor, die fünf Mal vergebens in dieser Kategorie nominiert waren, erhielten später Ehrenoscars, was Brown versagt blieb.
Filmfestspiele von Venedig
- 1935: Beste Regie für Anna Karenina